# Valetić
Valetić – wieś w Chorwacji, w żupanii zagrzebskiej, w gminie Rakovec. W 2011 roku liczyła 42 mieszkańców.